# Фаст, Константин Вадимович
Константин Вадимович Фаст (род. 22 марта 1988, Челябинск) — российский, казахстанский хоккеист, защитник, тренер.

## Биография
С пяти до шести лет занимался гимнастикой, год совмещал с хоккеем на корте в районе ЧТЗ. Начинал играть как центральный нападающий, к 13 годам был переведён в оборону. Фаста не взяли в «Трактор-2», где он провёл один матч в сезоне 2004/05, и в 17 лет он уехал в казахстанский Сатпаев, где в «Казахмысе» работали челябинские тренеры.
Выступал в командах «Казахмыс-2» (2005/06 — 2007/08), «Казахмыс» (2006/07 — 2007/08), «Кристалл» Саратов (2008/09 — 2009/10), «Зауралье» Курган (2010/11). В ВХЛ играл за команды «Ариада» Волжск (2011/12 — 2015/16), «Торпедо» Усть-Каменогорск (2016), «Ижсталь» Ижевск (2016/17), «Зауралье» (2017/18), «Рубин» Тюмень (2018/19 — 2020/21).
Выступал за юношескую и молодёжную сборные Казахстана.
Бронзовый призёр хоккейного турнира зимней Универсиады 2013 года в составе сборной России.
Окончил ВШТ, с сезона 2021/22 — тренер в «Рубине». 28 октября 2024 года был назначен исполняющим обязанности главного тренера команды.